# Guillermo Méndez Carranza
Emil Guillermo Méndez Carranza (10 de diciembre de 1980), conocido artísticamente como Billy Méndez, es un músico, compositor, productor y más conocido por su colaboración en el grupo Motel. Hijo del compositor mexicano Guillermo Méndez Guiú y la cantante y compositora mexicana Paulyna Carraz.
En su infancia participó en la telenovela "El abuelo y yo" a lado de Gael García y Ludwika Paleta dándole vida a "Billy", un niño que se juntaba con los malos de la historia pero en si no cumplía con el perfil, por lo que en el trayecto de la historia cambia.
También ha colaborado en la composición y producción para otros cantantes, entre otros, Benny Ibarra, La nueva banda y RBD. Sin embargo su popularidad más notoria se dio a raíz de su participación como guitarrista del Grupo Motel.
Éxito SACM (Sociedad de Autores y Compositores de México) por la canción Tú, tú, tú, en coautoría con Guillermo Méndez Guiú, como una de las 12 obras más ejecutadas en 2008.

## Filmografía
- 2007 Lola: Érase una vez (TV Series) (escritor - 1 episode)
- - Lola: Érase una vez (2007) ... (escritor: "Mágico" - como Emil Guillermo Méndez Carranza)
- 2007 Código postal (TV Series) (escritor - 2 episodes)
- - Episode #1.192 (2007) ... (escritor: "PERDÓN" - como Emil G. Méndez)
- - Episode #1.180 (2007) ... (escritor: "POR SEGUNDA VEZ" - como Emil G. Méndez)
- 2004 Rebelde (TV Series) (escritor - 1 episode)
- - Capítulo 1 (2004) ... (escritor: "NUESTRO AMOR", "NOSSO AMOR" - como Emil "Billy" Méndez)